# المثلث الذهبي (رواية)
المثلث الذهبي، بالفرنسية Le Triangle d'or، رواية بوليسية من تأليف موريس لوبلان وظهرت فيها شخصية أرسين لوبين. نُشر في الأصل على شكل حلقات في مجلة Le Journal من 21 مايو إلى 26 يوليو عام 1917. صدرت الطبعة الأولى من الرواية عام 1918 عن دار نشر بيير لافيت (على شكل جزأين منفصلين). ورغم سعرها المرتفع، فقد نفدت الطبعة الأولى بسرعة، والتي بلغ عدد نسخها 6600 نسخة.
زمنيًا، تقع أحداث الرواية بين انضمام لوبين إلى الفيلق الأجنبي الفرنسي في رواية 813 وعودته إلى الأضواء في رواية أسنان النمر.

## ملخص الرواية
تدور أحداث الرواية مثل سابقتها، شظية القذيفة، خلال الحرب العالمية الأولى وبالضبط سنة 1915، أين يتابع الكابتن بالفال علاجه بباريس بعد أن أصيب في جبهة الحرب، ويتعرف على الممرضة كورالي، التي تشرف على علاجه، ويقع في حبها، لكنه يلاحظ شيئا غريبا في تصرفها، فهي جد متحفظة، وسرعان ما يكتشف أنها متزوجة، إثر خبر قتل زوجها بطريقة بشعة. تتلقى كورالي تهديدات بالخطف، ويحاول بالفال مساعدتها، ليعلم أن جريمة قتل زوجها لها علاقة بعملية سرية لسرقة الاحتياطي الفرنسي من الذهب، وأنه لن يستطيع وحده حماية كورالي، بل يحتاج إلى عون شخص غير اعتيادي، شخص مثل أرسين لوبين، لكن يشاع أن لوبين قد مات، بعد أن ألقى بنفسه في البحر.

## محتوى الرواية
الرواية تتكون من جزأين: الجزء الأول يحتوي 11 فصلا والثاني 9 فصول.
Première Partie - La Pluie d'étincelles
- Chapitre 1 - Maman Coralie
- Chapitre 2 - La main droite et la jambe gauche
- Chapitre 3 - La clef rouillée
- Chapitre 4 - Devant les flammes
- Chapitre 5 - Le mari et la femme
- Chapitre 6 - Sept heures dix-neuf
- Chapitre 7 - Midi vingt-trois
- Chapitre 8 - L’œuvre d’Essarès bey
- Chapitre 9 - Patrice et Coralie
- Chapitre 10 - La cordelette rouge
- Chapitre 11 - Vers le gouffre

Deuxieme Partie - La Victoire d'Arsène Lupin
- Chapitre 1 - L’épouvante
- Chapitre 2 - Les clous du cercueil
- Chapitre 3 - Un étrange individu
- Chapitre 4 - La « Belle-Hélène »
- Chapitre 5 - Le quatrième acte
- Chapitre 6 - Siméon livre bataille
- Chapitre 7 - Le docteur Géradec
- Chapitre 8 - La dernière victime de Siméon
- Chapitre 9 - Que la lumière soit!

## روابط خارجية
باللغة الفرنسية
- الرواية كاملة على ويكي مصدر.